# Trichoptilus
Trichoptilus is een geslacht van vlinders van de familie vedermotten (Pterophoridae).

## Soorten
- T. adelphodes Meyrick, 1887
- T. animosus Meyrick, 1921
- T. archaeodes Meyrick, 1913
- T. bidens Meyrick, 1930
- T. ceramodes Meyrick, 1886
- T. cryphias Meyrick, 1912
- T. dryites Meyrick, 1936
- T. dulcis Walsingham, 1910
- T. eochrodes Meyrick, 1935
- T. erebites (Meyrick, 1937)
- T. esakii Hori, 1936
- T. inclitus Lucas, 1892
- T. kinbane Matsumura, 1931
- T. leptomeres Meyrick, 1886
- T. maceratus Meyrick, 1909
- T. negotiosus Meyrick, 1926
- T. parvulus Barnes & Lindsey, 1921
- T. pelias Meyrick, 1907
- T. potentellus Lange, 1940
- T. pygmaeus Walsingham, 1880
- T. scythrodes Meyrick, 1886
- T. varius Meyrick, 1909
- T. viduus Meyrick, 1917
- T. vivax Meyrick, 1909
- T. wahlbergi (Zeller, 1852)